# Hydrochoerus isthmius
Hydrochoerus isthmius, ook wel kleine capibara genoemd, is een zoogdier uit de familie van de cavia-achtigen (Caviidae). De wetenschappelijke naam werd voor het eerst geldig gepubliceerd door Goldman in 1912, aanvankelijk als ondersoort van Capibara (Hydrochoerus hydrochaeris). In 1991 werd Hydrochoerus isthmius erkend als zelfstandige soort.

## Uiterlijk
Hydrochoerus isthmius is kleiner dan de gewone capibara en onderscheidt zich verder van zijn verwant door een stompere kop en een vacht die donkerder en korter is. De lichaamslengte is ongeveer 80 cm tot een meter, met een gewicht van 20 tot 45 kg en een schouderhoogte van 50 tot 60 cm. Net als de gewone capibara leeft Hydrochoerus isthmius in groepen en worden bladeren en grassen gegeten.

## Leefgebied
Hydrochoerus isthmius leeft in gebieden nabij water in oostelijk Panama, het noordwesten van Colombia en het westen van Venezuela. Onder meer moerassen en rivieroevers worden bewoond door deze soort. In Panama is Hydrochoerus isthmius algemeen, terwijl hij in Venezuela ongewoon is. De status in Colombia is onduidelijk.
Vanaf de jaren veertig van de twintigste eeuw breidde Hydrochoerus isthmius zijn verspreidingsgebied in westelijke richting uit tot in het bekken van het Panamakanaal. Het dier komt onder meer voor langs de Chagres en op eilanden in het Gatúnmeer. Inmiddels loopt het verspreidingsgebied van Hydrochoerus isthmius aan de Caraïbische zijde van Panama tot voorbij het Panamakanaal en komt dit knaagdier ook voor in Colón tot aan de Índio en de Miguel de la Borda.